# 알웨흐다트 SC
알웨흐다트(아랍어: نادي الوحدات الرياضي)은 요르단에 있는 팔레스타인 난민 수용소인 위다트를 연고로 하는 축구 클럽이다. 이 팀은 1956년에 창단되었으며, 요르단 프로리그에 참가하고 있다.

## 성적
- 요르단 프로리그 16회 우승 (1980, 1987, 1991, 1994, 1995, 1996, 1997, 2005, 2007, 2008, 2009, 2011, 2014, 2015, 2016, 2018)
- 요르단 FA컵 10회 우승 (1982, 1985, 1989, 1996, 1997, 2000, 2009, 2010, 2011, 2014)
- 요르단 FA 실드 9회 우승 (1983, 1984, 1989, 1996, 2003, 2005, 2008, 2010, 2011)
- 요르단 슈퍼컵 12회 우승 (1989, 1992, 1997, 1998, 2000, 2001, 2005, 2008, 2009, 2010, 2011, 2014)

## 선수 명단

### 현역
참고: FIFA 자격 규정에 따라 소속된 국가대표팀 국기를 표시합니다. 선수는 복수의 FIFA 비회원국 국적을 가지고 있을 수 있습니다.
| 번호 | 포지션 | 국적 | 이름 |
| ---- | ------ | ---- | ---- |

| 번호 | 포지션 | 국적   | 이름             |
| ---- | ------ | ------ | ---------------- |
| 77   | FW     | 세네갈 | 우세누 게예      |
| 99   | GK     | 요르단 | 압달라 알-파코리 |

## 역대 감독
| 감독        | 임기   |
| ----------- | ------ |
| 라파트 알리 | 2024 ~ |